# Condado de Lantarón
El condado de Lantarón fue un territorio a caballo entre los condados de Álava y Castilla, cuyo origen se retoma al siglo IX. Funcionó en la época de la Reconquista, aprovechando la sierra de Árcena como defensa natural.
Con posterioridad ostentaron el título de condes de Lantarón y Cerezo, una vez controlaron el paso de la Morcuera por Cellorigo y el de Pancorbo para evitar las razzias musulmanas y de los Banu Qasi por el río Ebro hacia los condados de Álava y Castilla.
La fortaleza cabecera se encontraba en Sobrón, y los valles de Miranda y el de Valdegovía, en las actuales comarcas del Valle del Ebro y Añana, pertenecían a su jurisdicción. Con posterioridad, la principal fortaleza pasó a Término, actualmente conocida como Santa Gadea del Cid.
Fernán González unificó este condado con los de Álava, Castilla y Lara para conformar el primer Condado de Castilla independiente.
El primer conde conocido es Gonzalo Téllez, al que le sucedería Fernando Díaz. El último conde es considerado Álvaro Herraméliz, ya que después de él el título pasaría a formar parte patrimonialmente al conde de Castilla con la llegada de Fernán González.